# 増田耕兒
増田 耕兒（ますだ こうじ、1953年10月13日 - ）は、日本の裁判官。松江地方裁判所所長等を経て、大阪高等裁判所部総括判事を務めた。

## 人物・経歴
岡山大学卒業後、神戸地方裁判所判事補、福岡地方裁判所小倉支部判事補、大阪家庭裁判所判事補、神戸地方裁判所豊岡支部判事、大阪地方裁判所判事、福岡地方裁判所久留米支部判事、大阪高等裁判所判事、高松高等裁判所判事、高松地方裁判所部総括判事、京都地方裁判所部総括判事、大阪地方裁判所部総括判事、神戸地方裁判所部総括判事を経て、2015年松江地方裁判所長、松江家庭裁判所長。2017年大阪高等裁判所部総括判事。

## 裁判
- 部下の巡査部長と共謀し、暴力団幹部が覚醒剤等を所持していたとする供述調書を捏造した社警察署の元警部補に、「参考人を言い含め、部下に指示するなど」したと指摘し、懲役1年6月、執行猶予4年の刑を言い渡した[2]。
- 渋谷暴動事件で指名手配中だった革命的共産主義者同盟全国委員会幹部を匿っていた被告人に対し、一審判決を破棄し改めて懲役1年2月の刑を言い渡した[3]。